# Regiunea Centrale, Togo
Regiunea Centrale este una dintre cele 5 unități administrativ-teritoriale de gradul I ale Togo. Cuprinde un număr de 4 prefecturi:
- Blitta
- Sotouboua
- Tchamba
- Tchaudjo